# الدانوب الأزرق (قنبلة نووية)

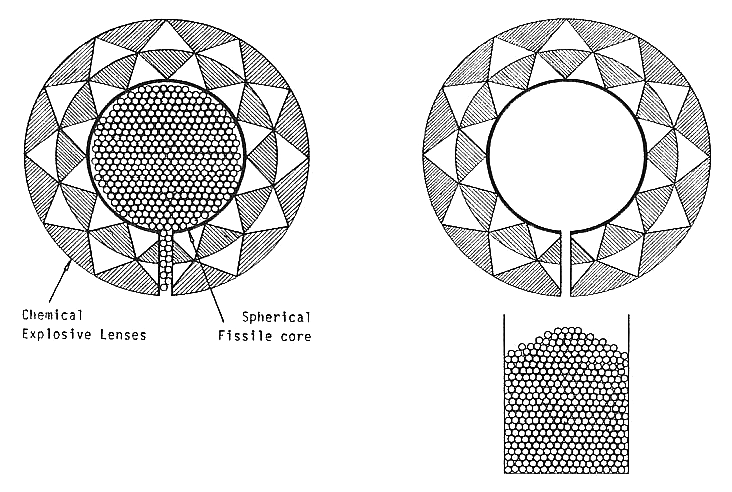

الدانوب الأزرق هو أول سلاح نووي بريطاني يعمل ومر بمجموعة متنوعة من الأسماء الأخرى، بما في ذلك ولد صغير أو الطفل الصغير.
استندت التصاميم الأولية للرأس الحربي الدانوب الأزرق إلى الأبحاث وهو أول جهاز انشطار بريطاني (لم يكن مصمما ولا مستخدما كسلاح) وتم اختباره في عام 1952. تم اختبار الرأس الحربي الأزرق الفعلي على (السطح) من قبل فريق من العلماء الأستراليين والبريطانيين والكنديين في أواخر عام 1956.
أضاف الدانوب الأزرق غلافا ذا تركيبة شكلية من حزمة فيزياء الأعاصير الحالية مع أربع زعانف منبثقة من أجل ضمان مسار ثابت من ارتفاع الإطلاق المخطط له 50000 قدم واستخدم في البداية البلوتونيوم ولكن تم تعديل جميع إصدارات الخدمة لاستخدامها كما تم اختبار نواة بلوتونيوم و يورانيوم 235 وتم اختبار النسخة أيضا مع لب اليورانيوم فقط.
أصر رؤساء الخدمات على إنتاج ما بين 10-12 كيلوطن لسببين:
1. تقليل استخدام المواد الانشطارية المكلفة والنادرة
2. تقليل مخاطر التسبق وهي ظاهرة لم تكن مفهومة بعد

حيث كان السبب الرئيسي لاستخدام نواة مركبة من الأصداف المتراكزة من البلوتونيوم ويورانيوم 235. على الرغم من وجود العديد من الخطط لإصدارات ذات إنتاجية أعلى بعضها يصل إلى 40 كيلو طن لم يتم تطويرها ويرجع ذلك إلى حد كبير إلى ندرة المواد الانشطارية.
تم تسليم أول قنبلة من نوع الدانوب الأزرق في سلاح الجو الملكي البريطاني في نوفمبر 1953 على الرغم من عدم وجود طائرات مجهزة لحملها حتى في عام 1954. تم تأسيس سلاح الجو الملكي البريطاني في أبريل 1954 كوحدة فيكرز فاليانت لدمج سلاح الدانوب الأزرق النووي في خدمة سلاح الجو الملكي البريطاني. كما تمكنت طائرات شورت سبيررين من حمل قنبلة الدانوب الأزرق. وتبين المحفوظات التي رفعت عنها السرية أن 58 منها قد أنتجت قبل أن ينتقل الإنتاج في عام 1958 إلى سلاح الحامض الأحمر الأصغر والأكثر قدرة والذي يمكن أن يقبل النواة الانشطارية الزرقاء ويمكن أن jحملها أيضا طائرات أصغر بكثير. ويبدو من غير المحتمل أن تكون جميع أسلحة الدانوب الزرقاء الثماني والخمسين تعمل في أي وقت من الأوقات. تم خروجها من الخدمة (الدانوب الأزرق) في عام 1962.